# Ana da Valáquia
Ana da Valáquia ou Ana Bassarabe (em búlgaro:  Анна Басараб) foi uma princesa da Valáquia e imperatriz-consorte da Bulgária no Czarado de Vidin, segunda esposa do czar João Esracimir.

## História
Ana era filha de Nicolau Alexandre da Valáquia com sua esposa católica, Clara. Ela tinha uma irmã mais nova, Anka, que era casada com o rei Estêvão Uresis V. A irmã de seu pai era Teodora, a primeira esposa do czar João Alexandre (r. 1331–1371) e mãe de João Esracimir. O casamento ocorreu entre 1356 e 1357 e foi uma reação ao divórcio de João Alexandre, que se separou de Teodora para se casar com Sara-Teodora, a mãe do futuro sucessor de João Alexandre, João Sismanes. Não se sabe se Teodora teve qualquer papel no acordo entre seu filho e sua sobrinha.
Entre 1365 e 1369, Vidin foi ocupada pelo Reino da Hungria e a família real foi mantida presa em Humnik (na moderna Croácia), onde eles foram forçados a se converter ao catolicismo. A família foi posteriormente solta, mas as filhas de Ana permaneceram na Hungria. Uma delas morreu jovem, mas Doroteia se casou com o bano (depois rei) da Bósnia, Tordácato I.
Ana é também conhecida por ter encomendado o Saltério de Vidin de 1359-1360. A imperatriz nasceu católica e não se sabe se ela se converteu à ortodoxia quando se casou na Bulgária, mas o livro contém apenas hagiografias de santos ortodoxos, o que é uma pista de que ela provavelmente se converteu.

## Família
Ana e João Esracimir tiveram três filhos - um filho e duas filhas:
- Doroteia (Doroslava), que se casou com o rei Tordácato I.
- Constantino II, que reivindicou seu título de "imperador da Bulgária" depois da queda de Vidin.
- Filha de nome desconhecido que morreu na corte de Isabel da Polônia